# Інформаційний голод
Інформаці́йний го́лод — нестача інформації про які-небудь події, процеси, явища, факти, незадоволення потреб споживачів інформації.
Інформаційний голод виникає внаслідок обмеження інформації, нерозвиненості інформаційної інфраструктури, ринку інформаційних послуг, мас-медіа.
Голод інформаційний використовують і з маніпулятивною метою, для створення ефекту очікування (споживач інформації ймовірніше сприйме бажану для маніпулятора звістку за умов дозування такої інформації й обмеження джерел її отримання). На противагу використовують ефект інформаційного шумування — споживача штучно перевантажують несуттєвою, «зайвою» інформацією, що відволікає від інформації, оприлюднення якої є небажаним для маніпулятора